# Wilfried Lorenz (Politiker)

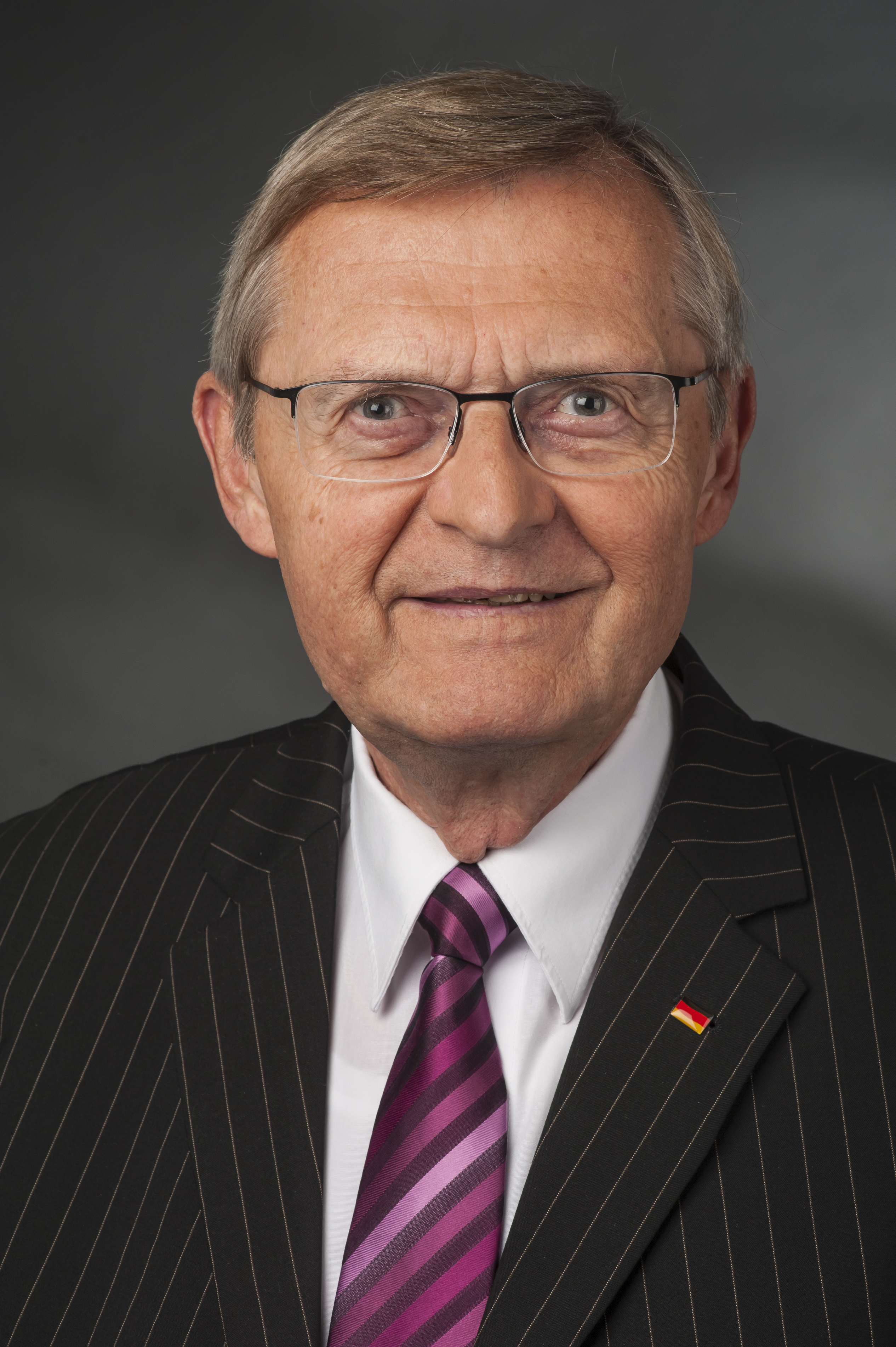
Wilfried Lorenz (2014)

Wilfried Lorenz (* 17. September 1942 in Prenzlau) ist ein deutscher Politiker (CDU) und war von 2013 bis 2017 Mitglied des Deutschen Bundestages.

## Leben
Wilfried Lorenz trat 1975 in die CDU ein und war 12 Jahre stellvertretender Kreisvorsitzender der CDU Hannover-Stadt. 1986 wurde er in den Stadtrat von Hannover gewählt. Dort war er 12 Jahre stellvertretender Vorsitzender der CDU-Fraktion im Rat der Stadt Hannover sowie Sozial- und jugendpolitischer Sprecher der CDU. Weitere 5 Jahre war er Mitglied des Wirtschaftsausschusses und Vizepräsident der Region Hannover. 
Beruflich war er 32 Jahre Angehöriger der Bundeswehr, zuletzt als Oberstleutnant der Feldjägertruppe. Im Jahr 1992 wurde Wilfried Lorenz geschäftsführender Gesellschafter in der Lorenz GmbH, einem Beratungsunternehmen der Sicherheitsbranche. Seit 2013 ist er Unternehmensberater. 
Lorenz ist evangelisch-lutherisch und verheiratet.

## Abgeordneter
Bei der Bundestagswahl 2013 trat Lorenz im Wahlkreis Stadt Hannover I an. Lorenz wurde über Platz 28 der CDU-Landesliste Niedersachsen in den Deutschen Bundestag gewählt. Hier war Lorenz Ordentliches Mitglied im Verteidigungsausschuss.
Für die Bundestagswahl 2017 wollte Lorenz erneut antreten, verlor aber in einer parteiinternen Abstimmung um den CDU-Kandidaten für den Wahlkreis Stadt Hannover I gegen einen jüngeren Kandidaten, der es dann allerdings auch nicht in den Bundestag geschafft hat.